# Handan
Handan (chiń. 邯郸; pinyin Hándān) – miasto o statusie prefektury miejskiej we wschodnich Chinach, w prowincji Hebei, na Nizinie Chińskiej, na południe od miasta Shijiazhuang. W 2010 roku liczba mieszkańców miasta wynosiła 1 384 575. Prefektura miejska w 1999 roku liczyła 8 209 872 mieszkańców. Ośrodek przemysłu bawełnianego, maszynowego, spożywczego i porcelanowego.

## Podział administracyjny
Prefektura miejska Handan podzielona jest na:
- 4 dzielnice: Congtai, Hanshan, Fuxing, Fengfengkuang,
- miasto: Wu’an,
- 14 powiatów: Handan, Linzhang, Cheng’an, Daming, She, Ci, Feixiang, Yongnian, Qiu, Jize, Guangping, Guantao, Wei, Quzhou.

## Współpraca
- Krzywy Róg, Ukraina